# ジュゼッペ・デ・ノタリス

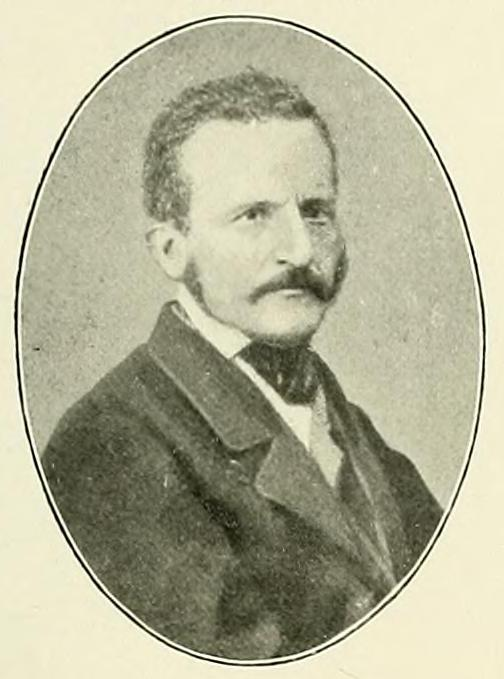
De Notaris

ジュゼッペ・デ・ノタリス（Giuseppe De Notaris、1805年4月18日 – 1877年2月27日）は、イタリアの植物学者である。隠花植物の研究への貢献で知られる。
ミラノで生まれた。パヴィア大学で医学を学び、1830年に医学号を得た。植物学に興味を持ち、1832年までに医学の分野から植物学に転じた。1836年にトリノの植物園で職を得て、その後、ジェノヴァ大学の植物学の教授になり1839年に、大学植物園の園長を務めた。1872年からローマ大学の植物学教授を務めた。
菌類学の分野では新しい科、Hypocreaceae科（ボタンタケ科）を提案し、アントニオ・フィガーリとともに、多くのイネ科の種を多く記載した 。
イネ科の種、 Aira notarisiana Steud.に献名されている。

## 著作
- Muscologiae italicae spicilegium, 1837.
- Syllabus muscorum in Italia et in insulis circumstantibus hucusque cognitorum, 1838.
- Florula Caprariae : sive, Enumeratio plantarum in insula Capraria : vel sponte nascentium vel ad utilitatem latius excultarum, 1839 (Giuseppe Giacinto Morisと共著).
- Repertorium florae Ligusticae, 1844.
- Agrostograhiae Aegyptiacae fragmenta, 1852 (Antonio Bey Figariと共著).
- Musci italici, 1862.
- Sferiacei italici, 1863.
- Epilogo della Briologia Italiana, 1869.[4]